# Gare de Lozova
La gare de Lozova (ukrainien : Лозова-Пасажирська) est une gare ferroviaire située dans la ville de Lozova en Ukraine.

## Histoire
La gare date de 1906 et est le deuxième plus importante de l'oblast de Karkhov.
Détruite pendant la seconde guerre mondiale, elle fut rebâtie en 1954. Elle se trouve sur la ligne ferroviaire st-Petersgourg - Mer d'Azov commencée en 1869.

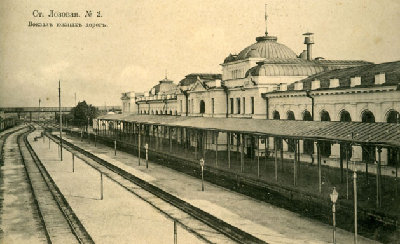
La gare au début du XXe siècle.